# 이이촌
이이촌(伊井村)은 후쿠이현 사카이군에 설치되었던 촌이다. 현재의 아와라시 남부, 호쿠리쿠본선 아시하라 온센역의 남동쪽 일대, 다케다강 좌안에 해당한다.